# Hans-Joachim Klein (Terrorist)
Hans-Joachim Klein (* 21. Dezember 1947 in Frankfurt am Main; † 9. November 2022 in Sainte-Honorine-la-Guillaume, Frankreich) war ein deutscher Terrorist der Revolutionären Zellen (RZ). 1975 beteiligte er sich an der OPEC-Geiselnahme in Wien. Danach sagte er sich vom Terrorismus los und lebte bis zu seiner Verhaftung 1998 in Frankreich im Untergrund. 2001 wurde er wegen dreifachen Mordes und Geiselnahme zu neun Jahren Freiheitsstrafe verurteilt und 2003 auf Bewährung entlassen.

## Leben
Hans-Joachim Klein stammte aus dem Arbeitermilieu. Sein Vater war während des Zweiten Weltkrieges deutscher Soldat und nach dem Krieg Polizeibeamter. Seine Mutter war während des Krieges im KZ Ravensbrück in Lagerhaft; im April 1948 nahm sie sich das Leben. Hans-Joachim Klein war damals fünf Monate alt. Er wuchs danach bei einer Pflegemutter auf, bis sein Vater ihn nach erneuter Heirat zu sich holte. Die Beziehung zu seinem Vater war geprägt von Konflikten und Gewalt gegen den Jungen. Nach einer Lehre als Autoschlosser und einem achtmonatigen Aufenthalt im Jugendgefängnis wegen eines Straßenraubs stieß Klein zum linksradikalen Milieu im Frankfurter Westend und war aktiv in der sogenannten Putzgruppe.
Später engagierte er sich in der Roten Hilfe für inhaftierte Mitglieder der Rote Armee Fraktion (RAF). Als Jean-Paul Sartre 1974 nach Stuttgart-Stammheim kam, um Andreas Baader zu besuchen, wurde er von Klein am Frankfurter Flughafen abgeholt und zur Haftanstalt chauffiert. 1974 wurde Klein auch für die Revolutionären Zellen angeworben. Klein beteiligte sich 1975 zusammen mit Gabriele Kröcher-Tiedemann und dem weltweit gesuchten Terroristen Ilich Ramírez Sánchez („Carlos“) an der  OPEC-Geiselnahme in Wien. Dabei wurden drei Menschen ermordet: der österreichische Polizist Anton Tichler, der irakische Leibwächter Ala Saces al Khafazi und das libysche Delegationsmitglied Jussuf Izmirli. Izmirli wurde von „Carlos“ erschossen, die anderen Schüsse konnten bis heute nicht eindeutig zugeordnet werden, was für die Mittäterschaft Kleins jedoch juristisch unerheblich ist.
Nach dem Anschlag brach Klein mit dem Terrorismus und tauchte  – mit Unterstützung aus der Frankfurter linken Szene – anschließend in Frankreich unter. Aus dem Untergrund schickte er 1977 eine Waffe an den Spiegel und warnte vor angeblich geplanten antisemitischen Mordanschlägen der RZ. Im Jahr darauf berichtete er in einem Interview mit dem Spiegel von weiteren Attentats- und Entführungsplänen und begründete dies damit, andere vom Terror abbringen zu wollen. 1979 erschien sein Buch Rückkehr in die Menschlichkeit. 1980 teilte er in einem Interview dem Spiegel mit, dass Susanne Albrecht und Peter-Jürgen Boock die RAF verlassen hätten. Sowohl von ehemaligen Kampfgefährten als auch von Strafermittlern und Gerichten wurden verschiedene Einlassungen und Zeugenaussagen Kleins in der Folge allerdings als wahrheitswidrig, unglaubwürdig oder widersprüchlich bewertet.
Während seiner Zeit in der Illegalität heiratete er eine Französin. Der Ehe entstammen zwei Kinder. Nachdem sie ihn verlassen hatte, unternahm er zwei Selbstmordversuche. 1997 fasste er den Entschluss, sich den Behörden zu stellen, und ließ sich von seinem Freund und Unterstützer Daniel Cohn-Bendit den Kontakt zu einem Rechtsanwalt vermitteln, um diesen Schritt vorzubereiten, zu dem es jedoch nicht mehr kam.
1998 wurde Klein nach fast 25 Jahren im Untergrund von zwei Beamten der französischen Polizei in Begleitung zweier BKA-Beamter in seinem Stammlokal in Frankreich festgenommen. Seinen Aufenthaltsort hatte die Polizei ermittelt, indem sie die Telefone einer Journalistin des Stern überwachte, die Kontakt zu Klein hatte. Ein Mobilfunkanschluss und zwei Festnetzanschlüsse der Journalistin und ihres Ehemannes waren auf Anordnung eines deutschen Amtsgerichtes von Februar bis September 1998 überwacht worden, die dabei anfallenden Verbindungsdaten führten die Polizei zu Kleins Versteck. Die Journalistin klagte später gegen diese Überwachung vor dem Bundesverfassungsgericht, ihre Beschwerde wurde jedoch 2003 abgewiesen.
Klein wurde 2000 in Deutschland vor Gericht gestellt. Neben Cohn-Bendit traten als weitere ehemalige Frankfurter Weggefährten auch Joschka Fischer und Matthias Beltz als Entlastungszeugen auf. Aufgrund der Kronzeugenregelung wurde Klein am 15. Februar 2001 wegen dreifachen vollendeten Mordes, Mordversuchs und Geiselnahme nicht zu einer lebenslangen Freiheitsstrafe, sondern zu neun Jahren Haft verurteilt. Seine öffentliche Lossagung vom Terrorismus sowie sein Mitwirken an der Aufklärung von Straftaten wertete das Gericht positiv. Der Mitangeklagte Rudolf Schindler wurde freigesprochen, nachdem Kleins belastende Aussagen – die Grundlage seiner Einstufung als Kronzeuge – während des Prozesses teilweise widerlegt wurden. Der Vorsitzende Richter äußerte dabei die Einschätzung, dass die entscheidenden Aussagen Kleins zwar nicht glaubwürdig seien, er aber nicht absichtlich die Unwahrheit gesagt habe. 2003 wurde der Rest seiner Haftstrafe zur Bewährung ausgesetzt und Klein aus dem Gefängnis entlassen. Die letzten Monate seiner Bewährungsstrafe wurden ihm im März 2009 vom hessischen Justizministerium per Verfügung eines Straferlasses im Gnadenwege erlassen.
2013 sagte er als Zeuge im Prozess gegen die ehemaligen RZ-Mitglieder Christian Gauger und Sonja Suder aus. Auf Kleins Anschuldigungen stützte sich die Mordanklage gegen Suder im Zusammenhang der OPEC-Geiselnahme. Sie wurde jedoch im Laufe des Prozesses fallengelassen, da Kleins Zeugenaussage nach Auffassung des Gerichts unauflösbare Widersprüche aufgewiesen hatte.
Klein lebte in der Normandie, Frankreich, und war bis zuletzt weiter mit Cohn-Bendit befreundet.

## Hintergründe der KZ-Haft von Kleins Mutter
Lange wurde angenommen, dass Hans-Joachim Kleins Mutter jüdischer Herkunft war und aufgrund dessen während der nationalsozialistischen Herrschaft in Deutschland 18 Monate im Konzentrationslager Ravensbrück inhaftiert war. Nach Recherchen von Klein war sie allerdings wegen sogenannter „Rassenschande“ dort inhaftiert und Klein somit, entgegen seiner eigenen jahrzehntelangen Annahme, ebenfalls nicht jüdischer Abstammung.

## Film
2005 drehte der niederländische Filmemacher Alexander Oey die Dokumentation My Life as a Terrorist: The Story of Hans-Joachim Klein, die am 15. August 2006 von der ARD unter dem Titel Ein deutscher Terrorist – Die Geschichte des Hans-Joachim Klein ausgestrahlt wurde und 2007 als DVD erschien.
Im französischen Film Carlos – Der Schakal aus dem Jahre 2010 wird er von Christoph Bach dargestellt.

## Veröffentlichungen
- Rückkehr in die Menschlichkeit. Appell eines ausgestiegenen Terroristen. Mit einem Nachwort von Daniel Cohn-Bendit. Rowohlt, Reinbek 1979, ISBN 3-499-14544-8
- Da bin ich ausgeklinkt (Teil I), (Teil II), (Teil III). Auszüge im Spiegel, Nr. 49–51, 1979